# Tòa án Tối cao Nga
Tòa án Tối cao Liên bang Nga (tiếng Nga: Верховный суд Российской Федерации) là cơ quan xét xử cao nhất trong lĩnh vực dân sự, hình sự và hành chính; giám sát và hướng dẫn các toà án cấp dưới hoạt động tuân thủ hệ thống pháp luật Liên bang.Tòa án Tối cao còn kết hợp với Đuma Quốc gia thông qua các dự thảo luật.
Trụ sở Tòa án tối cao là Tòa nhà của Tòa án Tối cao Liên Xô trước đây.
Tòa án Tối cao Liên bang bao gồm Chánh án, Phó Chánh án, và các thẩm phán do Tổng thống đề cử được Quốc hội Liên bang thông qua.

## Quyền hạn
Quyền hạn của Tòa án Tối cao được ghi trong điều 126 Hiến pháp Liên bang Nga.Tòa án Tối cao có nhiệm vụ:
- Kiểm soát các Tòa án địa phương và giải quyết các khúc mắc của các tòa án này về vấn đề pháp luật;
- Kết hợp cùng Đuma Quốc gia soạn thảo các dự án luật;
- Xét xử những vụ án dân sự và hình sự hoặc những vụ khiếu kiện của người dân có tầm quan trọng cấp 1 theo quy định của Bộ luật Liên bang về cơ chế của các thẩm phán;
- Giải thích, định nghĩa về các Bộ luật Liên bang cho các tòa án địa phương;
- Kết luận Tổng thống có vi phạm pháp luật hay không;
- Yêu cầu Tòa án Hiến pháp kiểm tra lại Bộ luật Liên bang, Nghị định của Tổng thống, Chính phủ, Đuma, Hội đồng Liên bang có phù hợp với Hiến pháp không;

## Chức năng
Tòa án Tối cao có quyền giám sát các tòa án địa phương. Tòa án Tối cao có quyền xem xét các bản án, quyết định của các Tòa án cấp dưới về bất cứ vụ việc nào trong quyền hạn.
Tòa án Tối cao có chức năng đưa ra những kiến nghị trong lĩnh việc tư pháp, đưa ra những kết luật, giải thích những thắc mắc về hệ thống pháp lý.

## Tổ chức
Tòa án Tối cao có 115 thành viên, thẩm phán phiên tòa được Tổng thống đề cử và Hội đồng Liên bang chỉ định. Thẩm phán phiên tòa phải là công dân Nga, có độ tuổi từ 35 trở lên, tốt nghiệp các trường luật và đã hoạt động trong ngành tư pháp trên 10 năm.
Tòa án Tối cao bao gồm:
- Hội nghị toàn thể Tòa án Tối cao Liên bang;
- Đoàn Chủ tịch Tòa án Tối cao Liên bang;
- Hội đồng kháng cáo Tòa án Tối cao Liên bang;
- Hội đồng kỷ luật Tòa án Tối cao Liên bang;
- Ban tư pháp các vấn đề hành chính;
- Ban tư pháp về vụ án dân sự;
- Ban tư pháp về vụ án hình sự;
- Ban tư pháp về các tranh chấp kinh tế;
- Ban tư pháp về các vấn đề quân nhân.

## Chánh án Tòa án Tối cao
Chánh án Tòa án Tối cao hiện nay là: Vyacheslav Lebedev